# Mehdi Ben Romdhane
Mehdi Ben Romdhane (* 2. Dezember 2001 in Yverdon-les-Bains) ist ein Schweizer Handballspieler, welcher ebenfalls die tunesische Staatsbürgerschaft besitzt.

## Karriere

### Im Verein
Mehdi Ben Romdhane begann das Handballspielen in Crissier gemeinsam mit seinem Zwillingsbruder. Hier wurden sie in der Jugend auch zeitweise von ihrem Vater trainiert. Zwischendurch besuchten sie die Jugendakademie von Chambéry in Frankreich. Aber bereits 2017 kehrten sie in die Schweiz zurück und besuchten die Suisse Handball Academy in Schaffhausen. In der Saison 2021/22 lief er auf Leihbasis für die GC Amicitia Zürich auf. 2022 wurde er als «Bester Nachwuchs-Spieler U21» mit dem Swiss Handball Award ausgezeichnet. Nach einer Saison stand er wieder im Kader der Kadetten Schaffhausen. 2023 und 2024 gewann er mit Schaffhausen die Schweizer Meisterschaft. Im Sommer 2025 wechselte er zum Ligakonkurrenten Pfadi Winterthur.

### In Auswahlmannschaften
Sein erstes Spiel für die Schweizer Nationalmannschaft machte er 2021 gegen Österreich. Bei der Weltmeisterschaft 2021 belegte er mit der Schweiz den 16. Platz und erzielte ein Tor in fünf Spielen. An der Europameisterschaft 2024 warf er zwei Tore in drei Spielen und belegte mit dem Team den 21. Rang. An der Weltmeisterschaft 2025 warf er zehn Tore in sechs Spielen und erreichte mit der Auswahl den 11. Platz.

## Privat
Seine Eltern stammen aus Tunesien. Sein Vater Ameur Ben Romdhane spielte in Tunesien ebenfalls Handball und sein Zwillingsbruder Sadok Ben Romdhane ist auch Schweizer Nationalspieler. Neben dem Handball schloss er seine Logistikerlehre bei der Post in Schaffhausen ab.